# 清水侑子
清水 侑子（しみず ゆうこ、1946年11月1日 - ）は、フリーキャラクターデザイナー。初代ハローキティデザイナー。

## 経歴
千葉県出身。武蔵野美術大学造形学部油絵科卒業。
サンリオ所属時の1974年、ハローキティを生み出す。
出産退職後も、様々なキャラクターを制作発表している。

## キャラクター
- コロちゃん （サンリオ、1973年[6][7]）
- バニー&マッティ （サンリオ、1973年）[5]
- 八千代チャーマー （サンリオ、1974年）[5]
- ハローキティ （サンリオ、1974年）
- ハピネスバルーン （サンリオ）[8]
- エンジェル・キャット・シュガー（英語版） （タクトコミュニケーションズ、2002年）[9]
- パニとマリ （タクトコミュニケーションズ）[10]
- レベッカボンボン （クラウン・クリエイティブ[1]）フレンチ・ブルドッグの女の子[11]

## 著書
- はずかしがりやのシュガーちゃん エンジェル・キャット・シュガーのえほん 柳原出版（2005年6月）ISBN 978-4840965118
- シュガーちゃんとだいじなたまご エンジェル・キャット・シュガーのえほん （2005年12月）ISBN 978-4840965125
- シュガーちゃんとこりすちゃん エンジェル・キャット・シュガー （2006年7月）ISBN 978-4840965132
- シュガーちゃんとふゆのおくりもの エンジェル・キャット・シュガーのえほん （2006年12月）ISBN 978-4840965149